# Total electron content

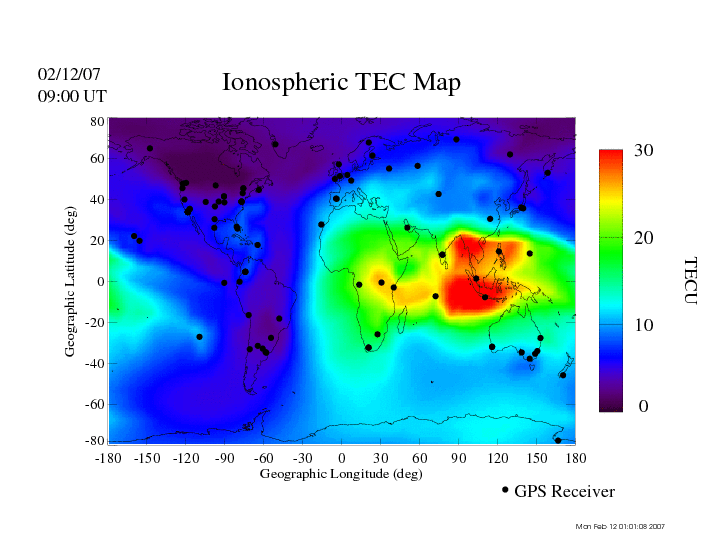
Répartition du contenu électronique total le 12 février 2011 à midi.

En un point de l'ionosphère, le total electron content (« contenu électronique total ») est le nombre d'électrons présents dans un tube vertical d'un mètre carré de section, traversant toute l'ionosphère. Il est souvent exprimé en multiples de l'unité TEC (TEC unit) : 1 TECU = 1016 électrons/m2.